# اوینئوس ۵۸۰۹۶
سیارک ۵۸۰۹۶ (به انگلیسی: 58096 Oineus، نامگذاری:1973SC2) پنجاه و هشت هزار و نود و ششمین سیارک کشف شده‌است که در ۲۹ سپتامبر ۱۹۷۳ کشف شد.